# 이라크 디나르
디나르(아랍어: دینار, 쿠르드어: دینار)는 이라크의 통화이다. 1932년에 도입되었으며 1 디나르는 1,000 필스(아랍어: فلس)에 해당된다. 25, 50, 100 디나르 동전과 50, 100, 250, 500, 1,000, 5,000, 10,000, 25,000, 50,000 디나르 지폐가 통용된다.

## 같이 보기
- 이라크의 경제
- 쿠웨이트 디나르